# Kleinkatern
Kleinkatern ist eine Hofschaft in Hückeswagen im Oberbergischen Kreis im Regierungsbezirk Köln in Nordrhein-Westfalen (Deutschland).

## Lage und Verkehrsanbindung
Kleinkatern liegt im südwestlichen Hückeswagen nahe Straßweg. Weitere Nachbarorte sind Großkatern, Wickesberg, Bochen, Straßburg und Purd. Der Ort ist über eine Stichstraße von der Kreisstraße K14 zwischen Straßweg und Wickesberg erreichbar, die auch Großkatern anbindet.
Kleinkatern liegt im Einzugsgebiet des Purder Bachs, der nach dem Zusammenfluss mit dem Bach Große Dhünn in die Große Dhünntalsperre mündet.

## Geschichte
1481 wurde der Ort das erste Mal in einer Spendenliste für den Marienaltar der Hückeswagener Kirche urkundlich erwähnt. Schreibweise der Erstnennung: Katerdell.
Im 18. Jahrhundert gehörte der Ort zum  bergischen Amt Bornefeld-Hückeswagen. 1815/16 lebten 14 Einwohner im Ort. 1832 gehörte Kleinkatern der Großen Honschaft an, die ein Teil der Hückeswagener Außenbürgerschaft innerhalb der Bürgermeisterei Hückeswagen war. Der laut der Statistik und Topographie des Regierungsbezirks Düsseldorf als Weiler kategorisierte Ort besaß zu dieser Zeit drei Wohnhäuser und fünf landwirtschaftliche Gebäude. Zu dieser Zeit lebten 23 Einwohner im Ort, allesamt evangelischen Glaubens.
Im Gemeindelexikon für die Provinz Rheinland werden für 1885 drei Wohnhäuser mit 17 Einwohnern angegeben. Der Ort gehörte zu dieser Zeit zur Landgemeinde Neuhückeswagen innerhalb des Kreises Lennep. 1895 besitzt der Ort drei Wohnhäuser mit 22 Einwohnern, 1905 drei Wohnhäuser und 15 Einwohner.

## Wander- und Radwege
Folgende Wanderwege führen durch den Ort:
- Der Ortswanderweg □ von der Wermelskirchener Knochenmühle zur Bevertalsperre

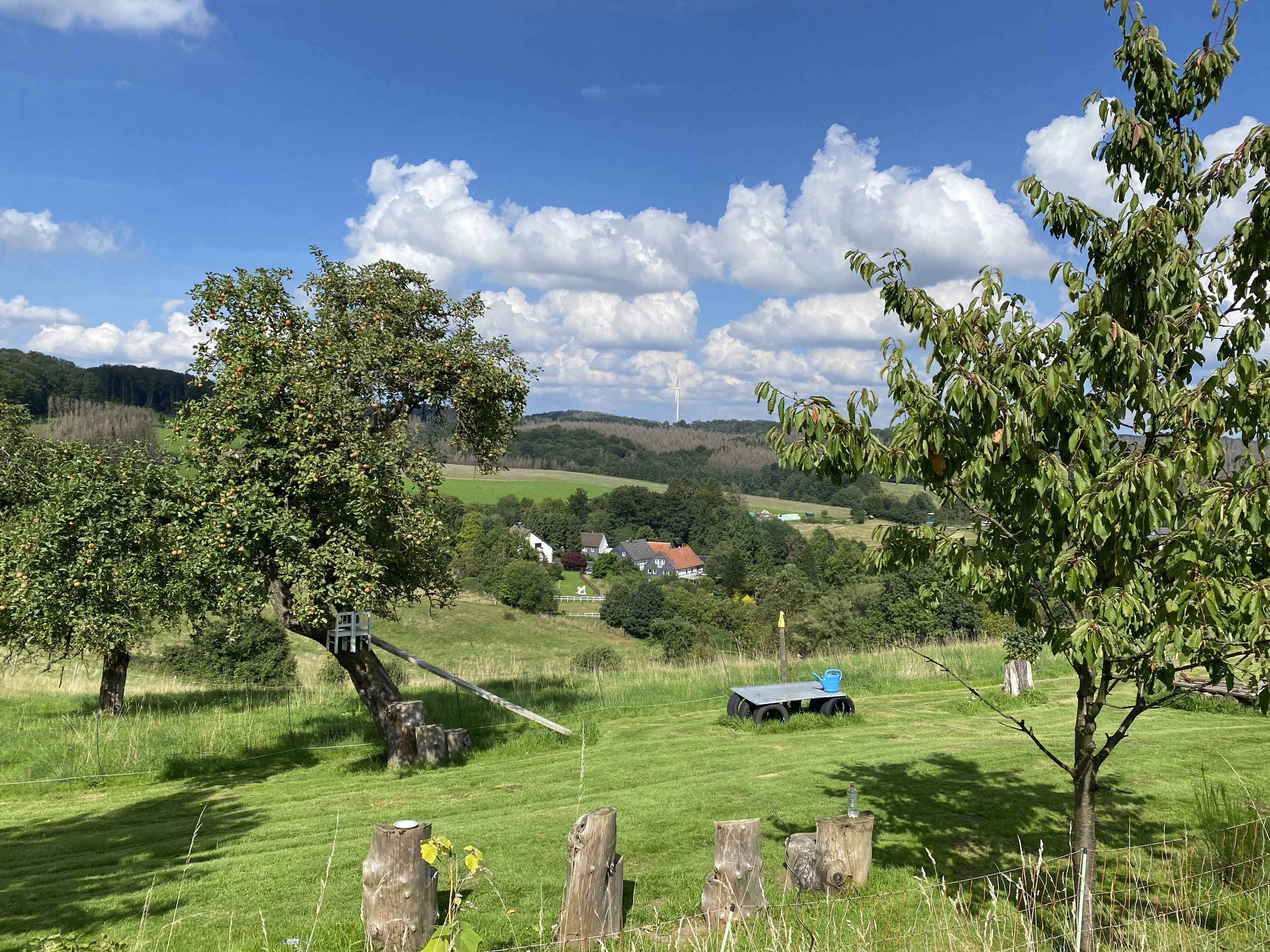
Blick von Wickesberg auf Kleinkatern
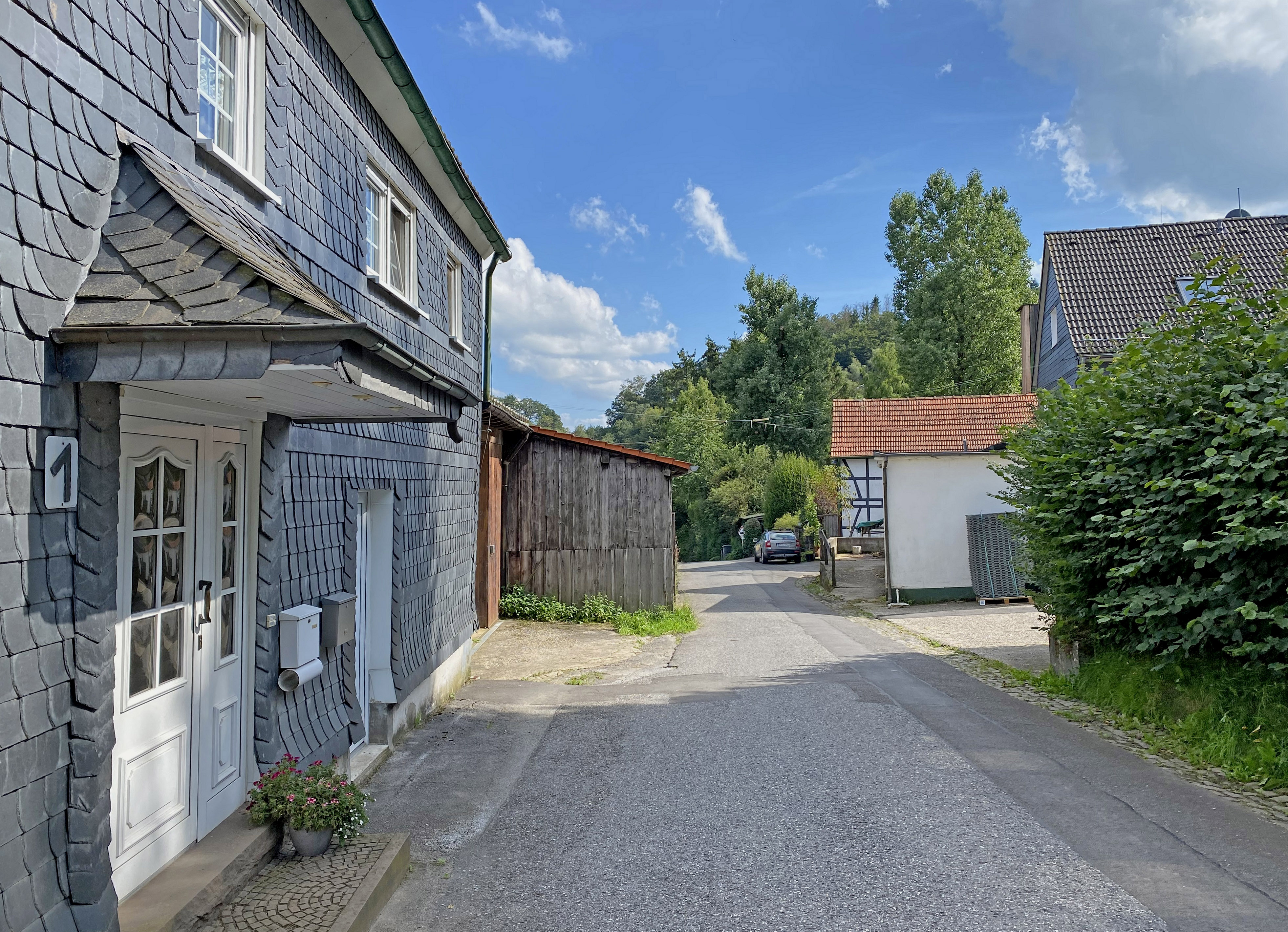
Kleinkatern
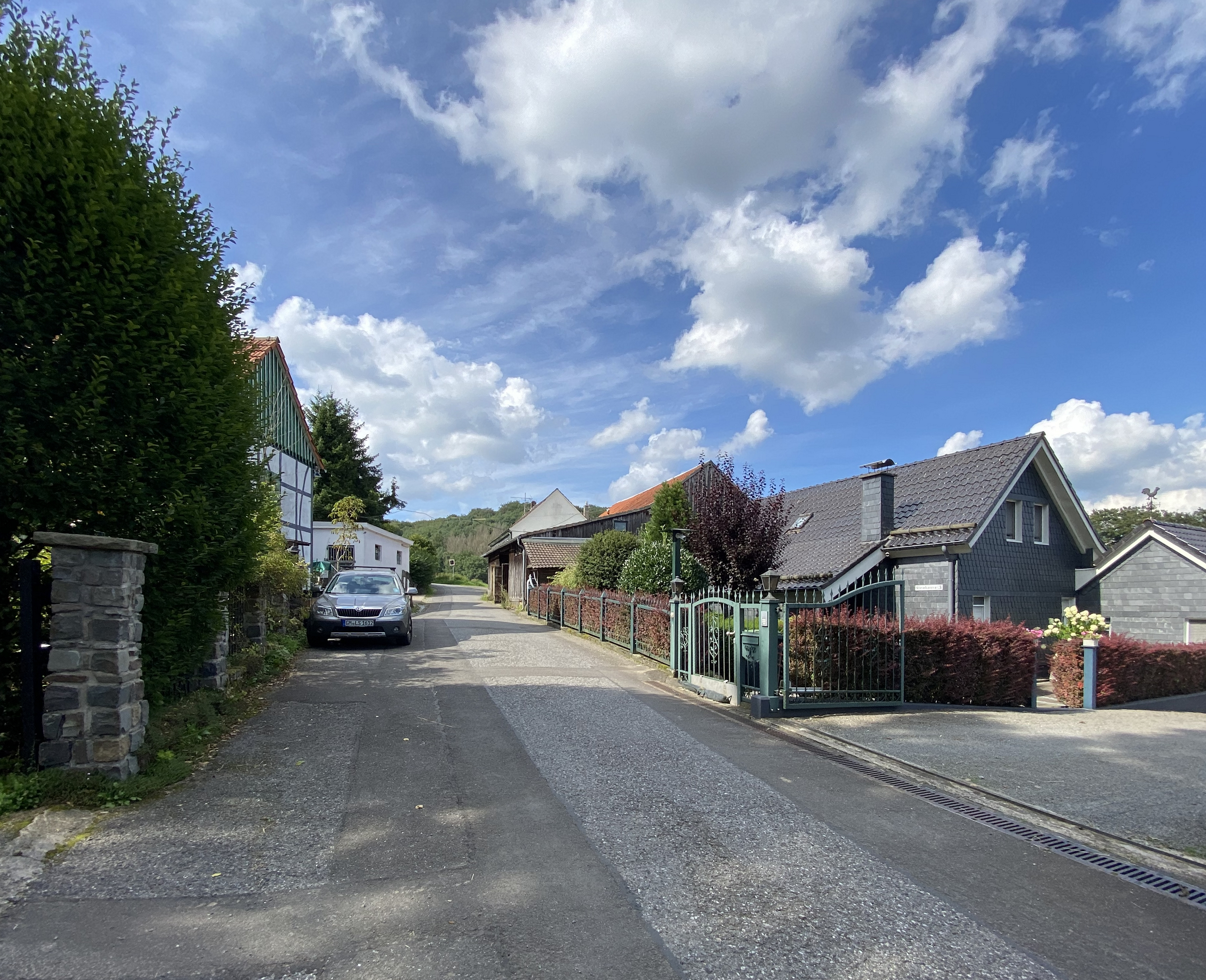
Kleinkatern
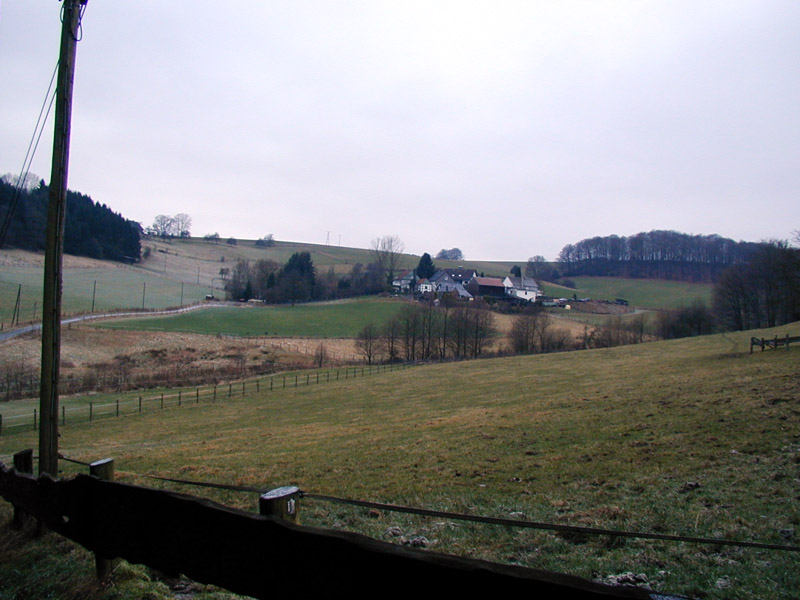
Ortsansicht von Kleinkatern